# Asociación Deportivo Pasto
Asociación Deportivo Pasto é um clube de futebol colombiano fundado no dia 12 de outubro de 1949 na cidade da Pasto. Joga atualmente na Primeira Divisão colombiana. Joga no estádio Departamental Libertad que dispõe de 20.700 lugares e foi inaugurado em 1954.
Em nível nacional, os melhores resultados do clube: Campeão em 2006, vice-campeão em 2002, 2012 e 2019 e também vice-campeão na Copa da Colombia em 2009 e 2012. Em nível internacional, participou da Taça Libertadores 2007 e na Copa Sul-Americana 2003, 2013, 2020 e 2021.

## História
O Deportivo Pasto nasce em 1949 por funcionários da cervejaria Bavaria, quando um grupo de jovens dos bairros El Ejido, Fatima e Navarrete foi ao escritório de Miguel Humberto Lopez e, por meio de uma conversa informal, pediu-lhe que presidisse um novo time de futebol. O primeiro nome sugerido foi "Oro Rojo", porém o primeiro presidente da história do clube, don Miguel Humberto López, decidiu que se chamasse Club Deportivo Pasto. O Pasto participa do campeonato da Campeonato Colombiano de Futebol celebrado em 1996, da segunda divisão. Permaneceria nesta categoria até conseguir o acesso a primeira divisão na temporada 1999. 
Foi vice-campeão do primeira divisão de 2002. Portanto, o Tricolor, participa em na Copa Sul-Americana 2003. Em seguida, em 2006, conquistou seu primeiro título nacional: o Torneo Apertura. Com a conquista, o clube garantiu vaga na Taça Libertadores da América 2007, sendo esta sua primeira participação na competição. Em 2010, joga na Segunda Divisão, depois de ter descido e consigue o acesso a primeira divisão dois anos depois, realização uma grande campanha na primeira na temporada 2012, o clube obteve um vice-campeonato do Torneo Apertura e conquista na participação na Copa Sul-Americana 2013.

## Elenco
Atualizado em 07 de fevereiro de 2020

## Desempenho

### Títulos
| NACIONAIS | NACIONAIS                          | NACIONAIS | NACIONAIS  |
|           | Competição                         | Títulos   | Temporadas |
|           | Campeonato Colombiano              | 1         | 2006-I     |
|           | Campeonato Colombiano - 2ª Divisão | 2         | 1998, 2011 |
| --------- | ---------------------------------- | --------- | ---------- |

- Vicecampeão Colombiano em 2002-II, 2012-I e 2019-I
- Temporadas na 1ª divisão: 24
- Temporadas na 2ª divisão: 5

### Participações na América do Sul
- Copa Libertadores da América: 2007
- Copa Sul-Americana: 2003, 2013, 2020, 2021